# Аполинарий Климантович
Аполинарий (Степан – Яков) Андреевич Климантович (на руски: Аполлинарий Андреевич Климантович) е полковник от 4-та стрелкова бригада, командир на 13-ти стрелкови батальон, участник в Руско-турската война (1877 – 1878).

## Участие във войната
По време на войната Аполинарий Климантович е батальонен командир в 4-та стрелкова бригада от състава на Предния отряд на генерал Йосиф Гурко. На 6/18 юли участвува в Шипченската битка (юли 1877) за овладяването на Шипченския проход. Начело на 13-ти и 15-ти стрелкови батальони, преминава по тясна пътека в обход на турските позиции от изток. Овладява връх Демир тепе и разгръща стрелците във верига. Атакува връх Свети Никола и отхвърля противника от предните позиции. Загива по време на битката заедно с капитан Шепелев от 15-ти стрелкови батальон.

## Памет
- След битката тялото на полковник Климантович, заедно с това на капитан Шепелев, е пренесено и погребано край оградата на Казанлъшкия девически манастир Въведение Богородично. Отгоре върху обикновен дървен кръст е изписано „Аполинарий Климантович, командир на 13-и стрелкови батальон”[3] След повторното завладяване на Казанлък от турците и армията на Сюлейман паша, манастирът е поруган и опожарен, а днес точното местоположение на гробът му е неизвестно.[4]
- Името на полковник Климантович е изписано върху два от паметниците в Голямото руско гробище на Шипка.

## Галерия
- Паметник на полковник Климантович в Голямото руско гробище
- Паметник на полковник Климантович в Голямото руско гробище
- Големият паметник при връх Свети Никола